# Jardí botànic de la universitat d'Estrasburg

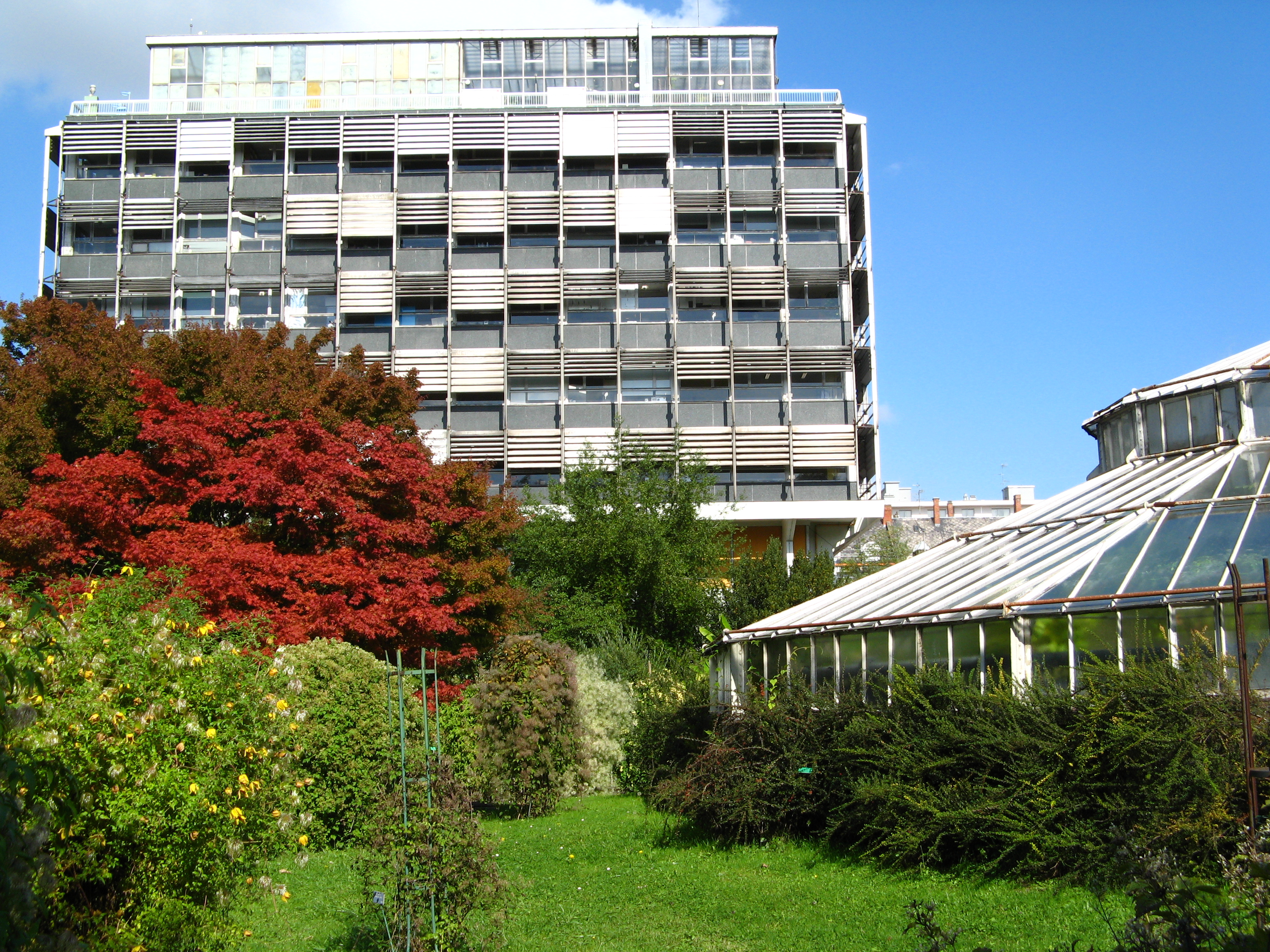
El Jardí Botànic de la Universitat d'Estrasburg

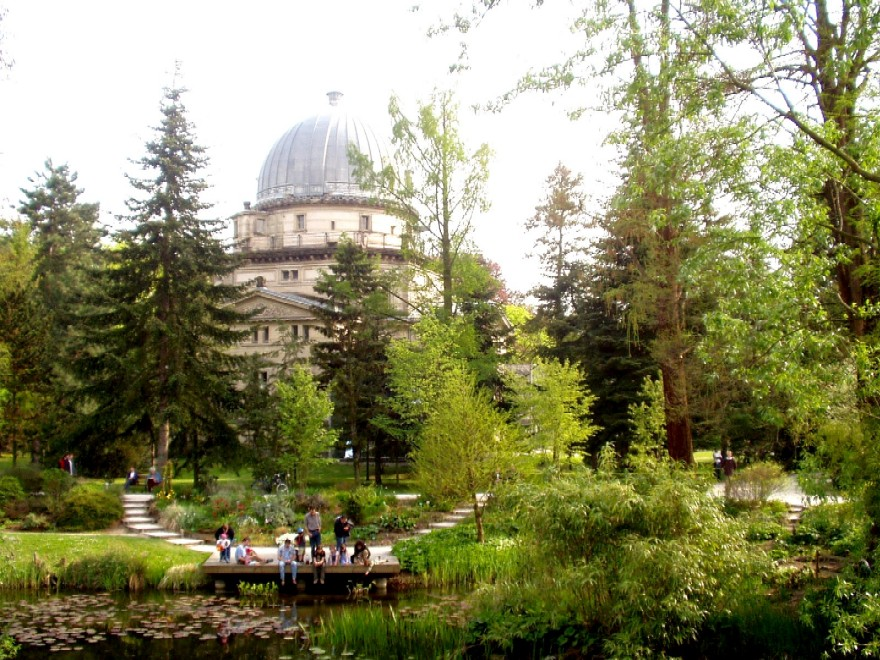
El Jardí Botànic amb l'Observatori astronòmic d'Estrasburg

Al cor de la ciutat, el jardí botànic de la universitat d'Estrasburg (Jardin Botanique de l'Université de Strasbourg, en francès) és un joier de vegetals que protegeix una part de la diversitat vegetal del nostre planeta. Aquest lloc de descoberta i de passeigs sociables atreu nombrosos visitants que poden admirar la riquesa de les diferents col·leccions repartides sobre 3,5 hectàrees de jardí. Es troba a la rue Goethe, 28, d'Estrasburg al Baix Rin, (Alsàcia, França).
També se'l coneix com el Jardin botanique de Strasbourg i el Jardin botanique de l'Université Louis Pasteur.

## Històric

### El jardí de la «plaine à choux» (1619 - 1869)
D'ençà 1566, Estrasburg, ciutat d'intel·lectuals i d'artistes, disposa de la seva Acadèmia. Comprèn aleshores 4 facultats, Teologia, Dret, Medicina i Filosofia. Aquesta Acadèmia, transformada en Universitat el 1621, desitja posseir un Jardí botànic al recinte de la ciutat. Negociacions entre el Senat i el convent Saint-Nicolas-aux-Ondes permeten al rector Storck obtenir una part del cementiri situat al barri de la Krutenau. Degut al seu origen hortolà, aquest nom alsacià significa «plaine à choux» (plana de cols).
Després del de Montpellier el 1598, aquest segon Jardí botànic de França és creat el 1619. Se situava al lloc de l'Ecole des Arts Decoratifs actuals. Els vegetals cultivats són aleshores classificats per propietats medicinals. Administrat pels professors de la facultat de Medicina, s'hi construeixen diversos hivernacles per tal d'augmentar la diversitat de les plantes per a estudiar. El 1670, el primer inventari del jardí, editat pel botànic Sr. Mappus, inventaria 1600 espècies.
Com a conseqüència de la Revolució Francesa, d'ençà 1789 nombrosos jardins botànics desapareixen. La Universitat sencera és suprimida el 1792 i els diplomes són anul·lats. Jean Hermann, naturalista i metge alsacià, n'és el director en aquell temps. Sacrifica la seva fortuna al jardí, permetent-li sobreviure sense massa danys. En efecte, un representant del poble volia reemplaçar els tarongers i les murtes símbols de l'aristocràcia per arbres plebeus, tals com les  pruneres i els pomers. Jean Hermann salva també de la destrucció una part de les estàtues de la Catedral d'Estrasburg enterrant-les al jardí.

### El jardí de la Universitat Imperial (1870 - 1955)
Les tropes alemanyes assetgen la ciutat en el transcurs de la guerra francoprussiana de 1870. Els habitants d'Estrasburg envoltats, ja no tenen accés als cementiris situats a la perifèria de la ciutat. El Jardí botànic té dificultats altre cop.
El 1871, Estrasburg és annexat per Alemanya. L'emperador alemany  Guillem II vol fer d'Estrasburg un model d'excel·lència alemanya. A partir de 1880, intenta amb aquest objectiu la construcció de la Universitat Imperial, aparador científic i cultural d'Alemanya.
S'intenten treballs titànics a l'est de la ciutat: el palau universitari i els vuit edificis dels instituts de la facultat de les ciències, l'observatori, el museu zoològic. En aquesta ocasió, un nou Jardí botànic veu la llum sota la direcció del botànic alemany Anton de Bary.
Se situa al seu emplaçament actual, sobre les antigues muralles de la ciutat. L'estany del jardí seria fins i tot una resta dels fossats. Els seus hivernacles monumentals s'inauguren el 26 de novembre de 1884.
Alsàcia, com el jardí botànic, torna a ser francesa el 1919.

## Descripció del jardí botànic actual
Avui, el Jardí botànic té la mateixa superfície que a la seva creació, és a dir, 3,5ha. El constitueixen 9  parcel·les que envolten l'Institut de Botànica: l'arborètum, l'hivernacle tropical, l'hivernacle fred, l'hivernacle de Bary, l'hivernacle de les plantes carnoses, l'estany, el sistema (o escola), les parcel·les ecològiques i les parcel·les de les plantes útils.
Comprenent avui més de 6000 espècies diferents d'arbres i de plantes, el jardí pertany a la Université Louis Pasteur que en garanteix el manteniment i la direcció científica. Constitueix un museu vivint per a tots.
Els grans hivernacles de l'època alemanya van ser destruïts l'11 d'agost de 1958 per la calamarsa. Només l'hivernacle  dodecagonal anomenat «hivernacle de Bary» en honor del fundador del jardí, va ser salvat de la demolició de 1963. S'ha classificat com a  monument històric. L'Institut de Botànica i els locals actuals (hivernacle fred i hivernacle càlid) van ser construïts el 1967 sota la direcció del degà H.J. Maresquelle, director del jardí de 1945 a 1969.

## Les seves missions
El Jardí botànic d'Estrasburg depèn de la Facultat de les Ciències de la Vida. Aquesta particularitat condiciona els seus objectius: com tot jardí botànic és un suport per als estudiants, els escolars i el públic desitjós d'instruir-se. Reuneix una ampla paleta de plantes diferents organitzades segons una classificació vegetal precisa. Aquesta vocació pedagògica és primordial. El jardí botànic proposa visites guiades així com activitats pedagògiques per tal de sensibilitzar el públic i, més particularment, les joves generacions de la importància de la conservació del patrimoni vegetal.
El jardí botànic conrea i aclimata espècies «exòtiques». Es tracta d'avaluar el seu comportament sota el clima d'Estrasburg. De fa alguns decennis, aquest pas d'aclimatació ha permès enriquir les col·leccions exteriors de vegetals únics (la palmera de cànem, el bananer, el ginjoler…).
El jardí botànic té un paper important en la conservació de les plantes amenaçades d'extinció. Conreant-les i intercanviant-les al si d'unes xarxes de jardins i d'instituts botànics socis, participa en la salvaguarda de la biodiversitat. Un dels objectius del jardí botànic és d'atreure l'atenció del públic pel que fa als perills que amenacen la biodiversitat. Té l'ambició de fer d'aquesta sensibilització una acció durable.